# Лига Европы ЕГФ среди женщин 2020/2021
Лига Европы ЕГФ среди женщин 2020/2020 — 40-й розыгрыш Лиги Европы ЕГФ среди женщин, второй по значимости турнир среди женских гандбольных клубов. Турнир пройдет с 10 октября 2020 по 9 мая 2021. Чемпиона прошлого сезона нет, так как турнир был завершен досрочно из-за пандемии коронавируса без определения победителя.
Ранее турнир назывался Кубком ЕГФ среди женщин.

## Участники
| Групповой этап             | Групповой этап    | Групповой этап | Групповой этап |
| -------------------------- | ----------------- | -------------- | -------------- |
| Хернинг-Икаст              | Шиофок            | Байя-Маре      | Лада           |
| 3-й квалификационный раунд |                   |                |                |
| Баник Мост                 | Нюкебинг Фальстер | Виборг         | Бера Бера      |
| Флёри-Луаре                | Нант              | Бломберг-Липпе | Метцинген      |
| Шэффлер                    | Ваци              | Бясен          | Сторхамар      |
| Люблин                     | Бузэу             | Астраханочка   | Звезда         |
| Хоор                       | Кастамону         |                |                |
| 2-й квалификационный раунд |                   |                |                |
| ХиПо                       | Атзгерсдольф      | Париж 92       | Тюрингер       |
| Альба Фехервар             | Молде             | Тертнес        | Дунариа Браила |
| Кубань                     | Брюль             | Ювента         | Луги           |

## Расписание
1. ↑  Four teams for EHF European League Women group phase announced (англ.) (недоступная ссылка — история). ehfel.eurohandball.com. Дата обращения: 30 ноября 2020.
2. ↑  New competition system from 2020. www.ehfoffice.at. Дата обращения: 30 ноября 2020. Архивировано 26 июля 2020 года.